# 我讚！
我讚！（英語：Praisage）為網上讚賞平台，於2012年成立，目的是給市民在網上公開讚揚身邊的好人好事。

## 成立背景
兩位創辦人分別為陳偉業和區晶明（1977-2017），他們感到香港社會投訴太多、讚賞太少，上班族將工作的不滿情緒發泄他人身上，令社會怨氣越來越多，於是在網上開設專為讚賞而設的網上平台「我讚！」，全力推動讚賞文化，鼓勵機構及市民重視讚賞對別人的正面作用，建立「日行一讚」的習慣。

## 建立網上平台
「我讚！」網站涵蓋18個服務行業，包括飲食、零售、醫療、銀行、慈善團體等，讚賞人可在該平台表揚日常生活遇到值得讚賞的服務員。網站負責人表示，為防有編作故事的情況出現，令網站變為免費宣傳工具，所有發表的讚賞故事須經審查。

## 設立讚賞熱線
「我讚！」除了透過電郵及Facebook鼓勵讚賞人分享日常生活中值得表揚的好人好事，亦設立WhatsApp讚賞專線：6851 6852，方便讚賞人透過手機通訊程式，分享錄音、文字及相片故事。民政事務局副局長許曉暉表示，中國人一向比較內斂，較少讚賞他人，「我讚！」宣揚的是一種感恩文化，讓社會人士更方便對他人表達讚賞，將正能量宣揚開去。

## 宣傳讚賞文化
陳偉業經常出席講座活動，宣傳讚賞文化的正面訊息，並指出香港現正面對企業人員流失，有不少企業透過建立讚賞文化，提升士氣，增加前線員工的工作歸屬感，認為企業應由上而下推動建立，長遠可助企業穩定人力資源。他希望透過「我讚！」的平台推廣欣賞的信念，只要讚賞人在網頁留言讚揚表現良好的服務員，義工會把讚賞故事寫在小黑板，送到該服務員手上，並致函其任職公司，鼓勵機構嘉許員工。

## 我讚大使
影視紅星鄧萃雯及羅敏莊為「我讚！」的義務代言人，她們除了出席記者招待會外，也會參與每月舉行兩次的「送讚大行動」，與義工一起到服務員曾被讚賞的商店「送讚」。

## 推廣活動
「我讚！」和慈善機構「龍耳」於2012年11月7日至11日舉辦「蠟跡」讚賞大行動。這活動收集超過1000個小學生讚賞手蠟，拼成大型讚賞手語圖案後作公開展覽，昐喚起社會對聾人及弱聽人士關注，以及讚揚他們的貢獻。這活動在14間小學舉行工作坊，教導簡單手語，並協助學生以「讚賞」手勢製成手蠟，希望以實物向聾人及弱聽人士表達讚賞。

## 外部連結
- 「我讚！」官方網頁 （页面存档备份，存于）
- 「我讚！」Facebook專頁 （页面存档备份，存于）
- 「我讚！」YouTube官方頻道 （页面存档备份，存于）